# Labyrint (architectuur)
Het labyrint bestaat uit een pad met wendingen dat zich niet snijdt of vertakt. Het heeft het maar één gang, die van de buitenkant naar het centrum loopt. Het is de oudste vorm van de doolhof, maar omdat in een labyrint de weg naar buiten te vinden is door steeds het ene pad te volgen hoeft men niet te dolen, te verdwalen.

De aantallen wendingen en de volgorde waarin ze doorlopen moeten worden maken het labyrint visueel meer of minder complex. Vele culturen in Azië, Europa en Amerika hebben labyrinten gemaakt en ze worden al sinds millennia gebruikt in monumentale architectuur, landschapskunst en in mythologische en religieuze symboliek.

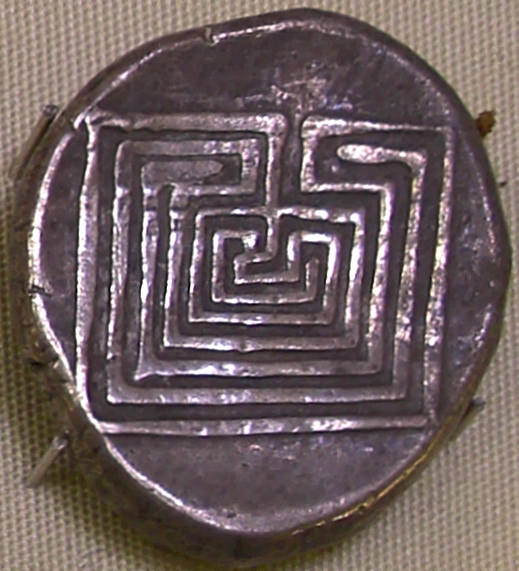
Zilveren munt uit Knossos met de zeven lagen van het 'klassieke' labyrint, 400 v.Chr.

## Geschiedenis

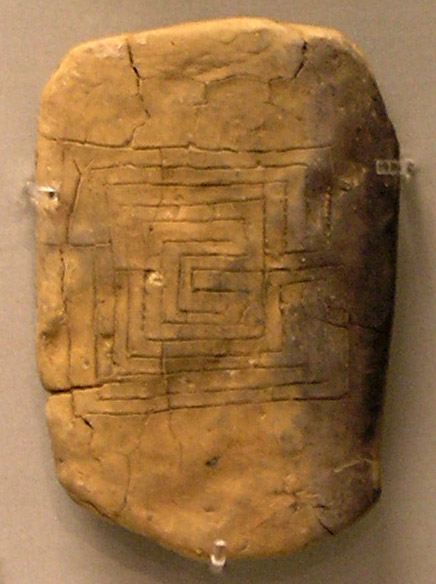
Kleitablet uit Pylos

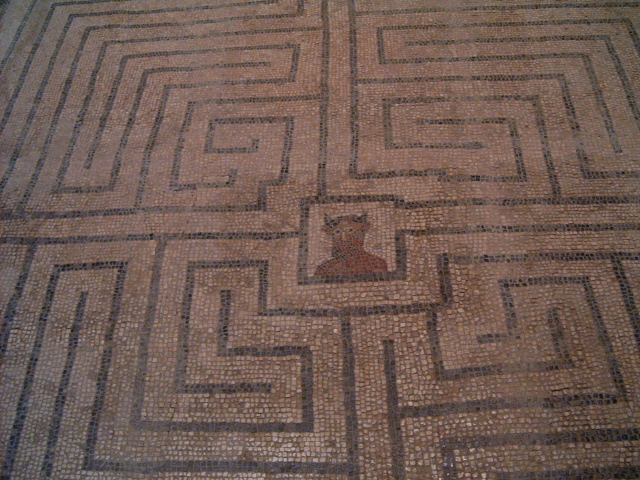
Labyrint met Minotaurus, Conimbriga

De oudste gedateerde afbeelding van een labyrint komt uit Pylos, Griekenland en is 3200 jaar oud. Afbeeldingen van vergelijkbare leeftijd komen voor op rotstekeningen in het gehele Middellandse Zeegebied. Klassieke labyrinten kunnen vierkant of rond zijn, maar de constructie volgt een vast patroon.
De legendarische Kretenzische koning Minos sloot de Minotaurus, de monsterlijke zoon van zijn vrouw, op in het Labyrint. Dankzij de Draad van Ariadne kon de held Theseus, nadat hij het monster had verslagen, uit het labyrint ontsnappen. Misschien wel de belangrijkste bron over het Kretenzische labyrint is Ovidius' beschrijving van de bouw ervan in zijn epische gedicht Metamorfosen. Volgens Herodotus was het labyrint van koning Minos gebaseerd op de dodentempel van farao Amenemhat III bij Medinet El-Fajoem. Hier is op enkele zuilen na niets van overgebleven, maar Herodotus beschreef het als gigantisch bouwwerk met 3000 keurig gerangschikte vertrekken.

### Trojaburg
Op een 2500 jaar oude Etruskische wijnkan staat een labyrint afgebeeld dat Truja wordt genoemd. Antieke bronnen spreken van een "Trojaspel" of Trojadans. De stad Troje gold in de klassieke literatuur als de ultieme onneembare (maagdelijke) stad. In haar verspreiding naar het noorden kreeg het labyrint dan ook de naam Trojaburg, hoewel het omstreden is of het labyrint naar de stad genoemd is of de stad naar het labyrint. In deze vorm verspreidde het labyrint zich langs de kusten naar het noorden, langs Oostzee en Witte Zee en verder naar het oosten.
Over de labyrinten in Amerika wordt gespeculeerd dat deze traditie met een oversteek van de Grote Oceaan geïmporteerd is via India.

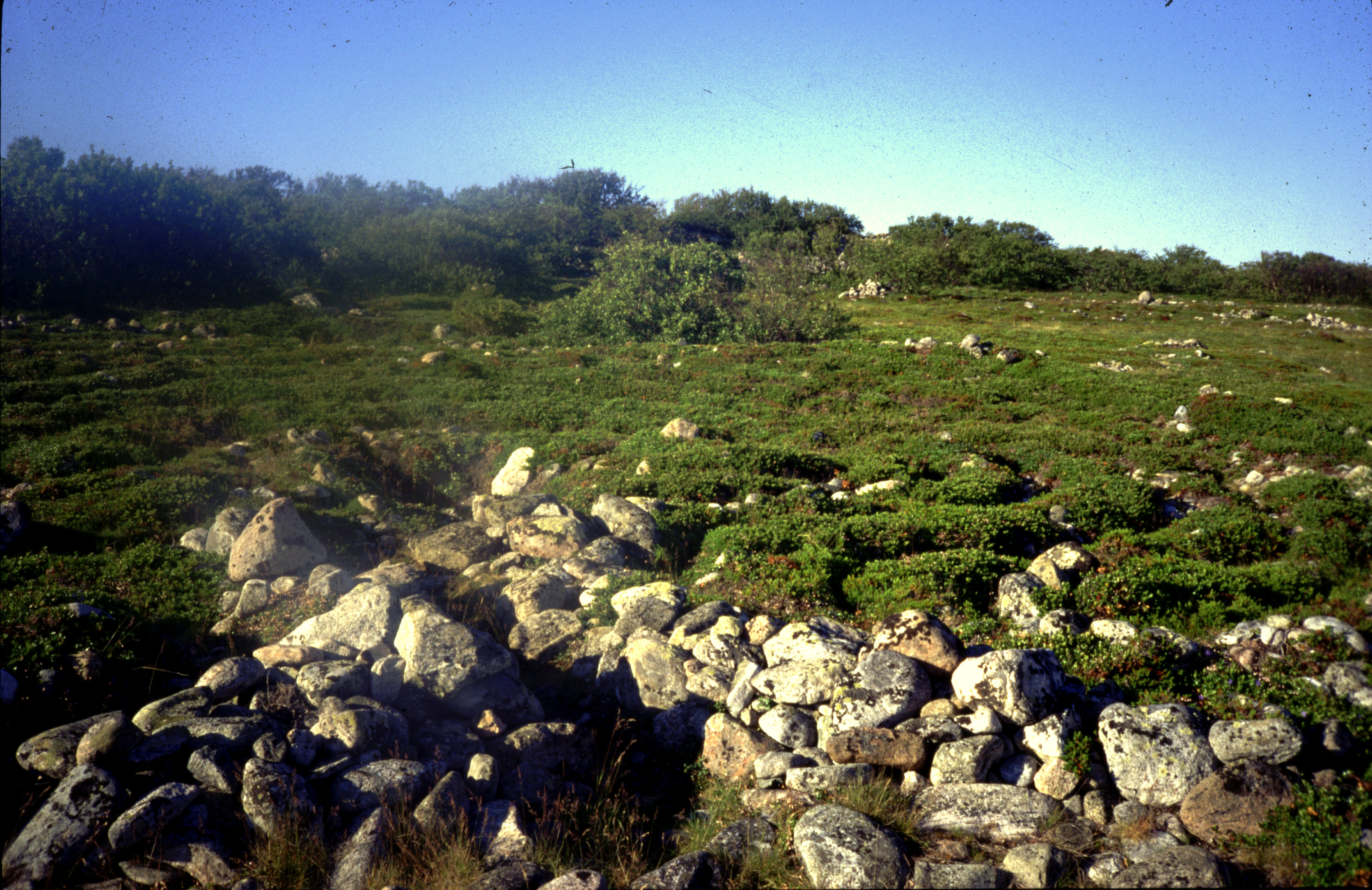
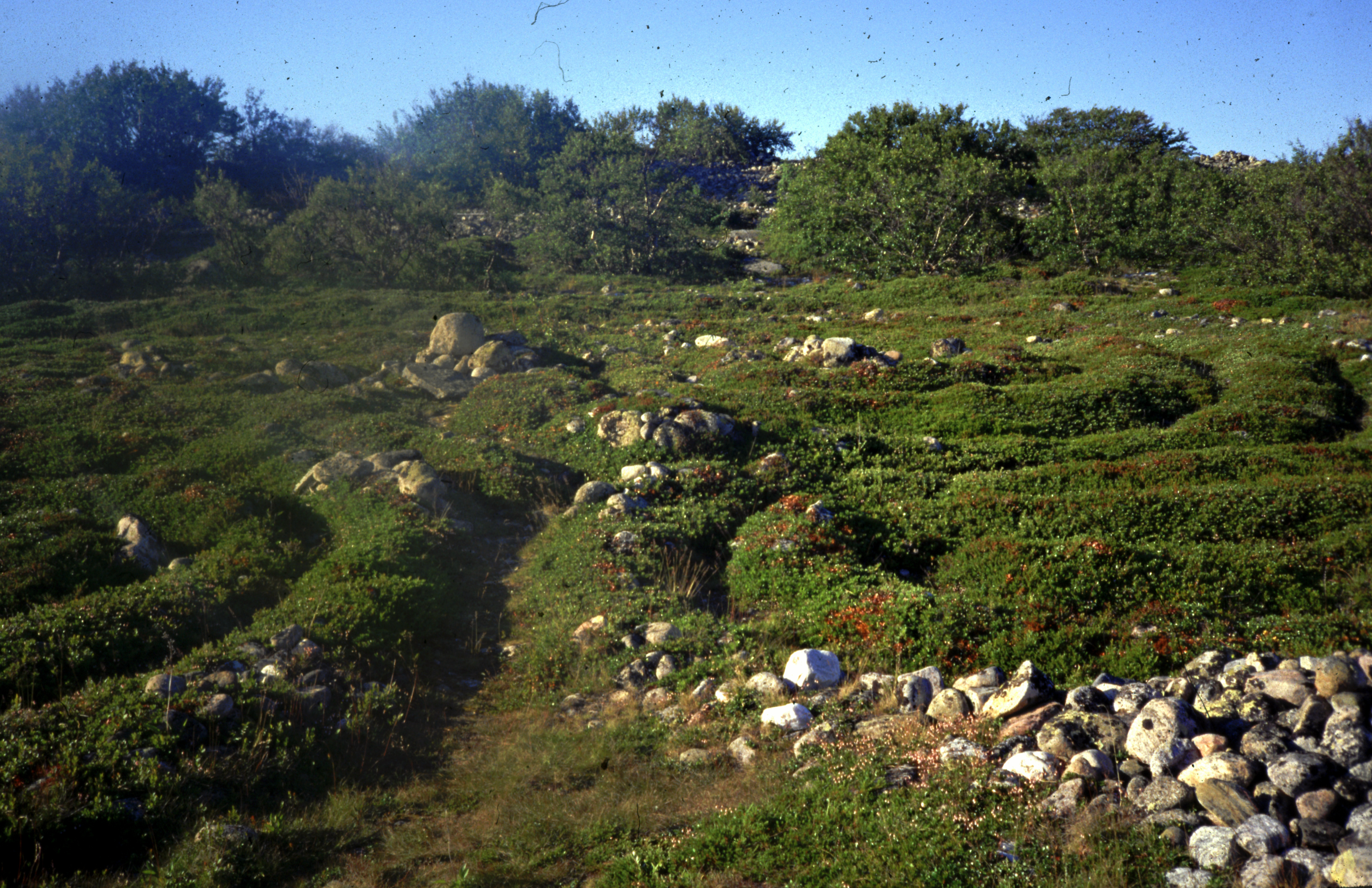
Trojaburchten op Zajatski eiland, Solovetski archipel, Rusland
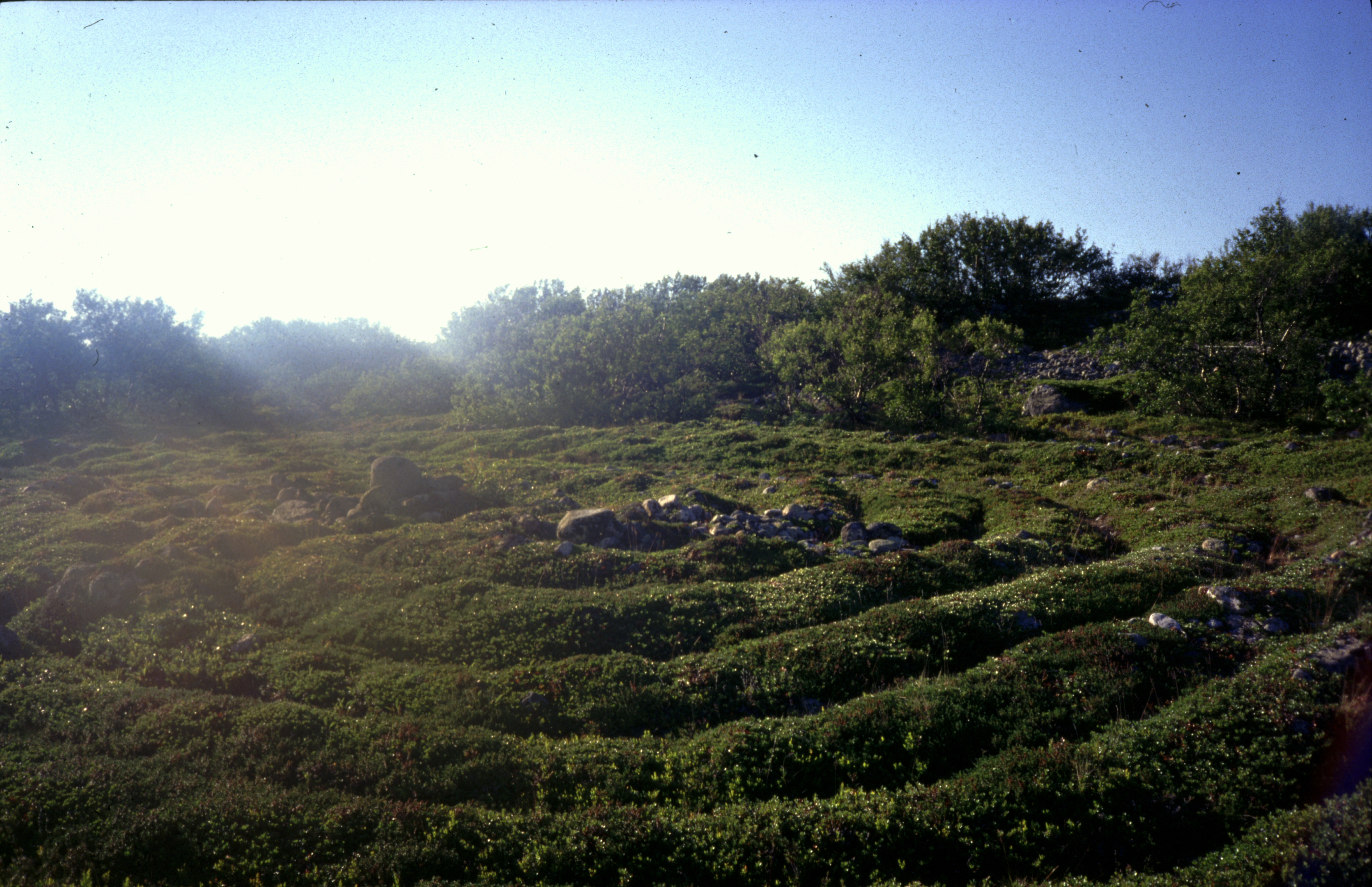

### Egyptisch labyrint
Herodotus noemt in zijn Historiën (Boek 2, 148) zijn bezoek aan een Egyptisch labyrint bij Arsinoë (Crocodilopolis) aan het Meer Moeris. Er waren volgens hem 1500 kamers boven en 1500 kamers onder de grond, met binnenhoven, gangen en colonnades. De twaalf koningen die over twaalf districten van het Oude Egypte heersten, waren in de ondergrondse kamers begraven, net als de heilige krokodillen. Het ondergrondse gedeelte mocht Herodotus daarom niet bezoeken.

### Labyrinten bij de Romeinen
In de Romeinse kunst vinden we veel labyrinten. Hier wordt de klassieke vorm losgelaten, al blijft het principe van één pad gehandhaafd. Een karakteristiek Romeinse vorm is die waarbij de rondgangen opgedeeld zijn in vier kwadranten, die opeenvolgend doorlopen worden.

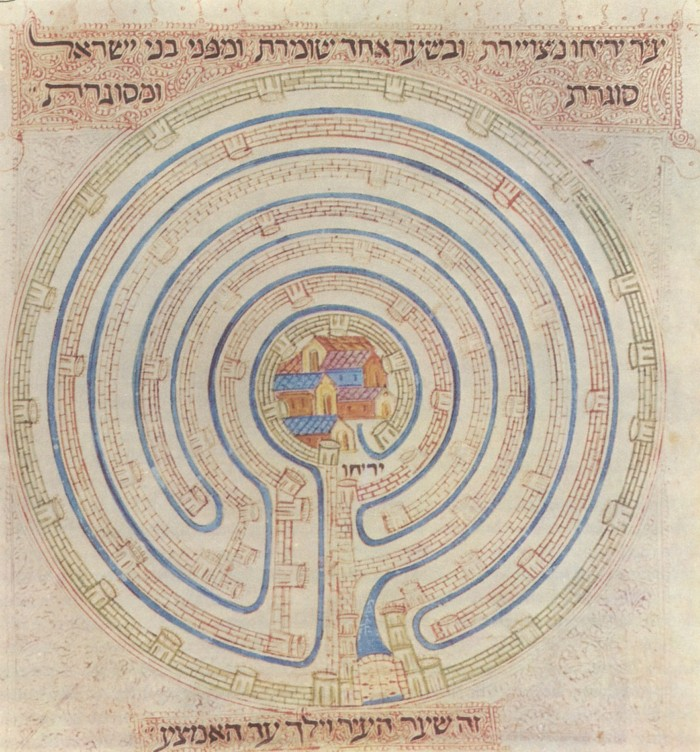
Plattegrond van Jericho (veertiende eeuw) met de beroemde muren. Na enkele ommegangen en na
het blazen op sjofars stortten de muren in en de stad werd verwoest - Jozua

### Labyrinten in het christendom
Niet alleen Troje werd met het labyrint geassocieerd, ook de onneembare stad Jericho. In verschillende middeleeuwse handschriften zien we Jericho als labyrint afgebeeld.
Ook in de kerkenbouw is het labyrint een populair motief. Veel middeleeuwse kerken hebben labyrinten in de vloertegels verwerkt, :
- de kathedraal van Chartres (Frankrijk)
- de Notre-Dame van Amiens (Frankrijk)
- de Onze-Lieve-vrouw van Hanswijk in Mechelen (België)

Het bewandelen van een labyrint heeft vaak een spirituele betekenis. Het pad drukt op een symbolische wijze uit dat christenen niet zullen verdwalen ondanks alle beproevingen, onzekerheden en teleurstellingen, omdat hun God hen leidt op de juiste weg.
Het labyrint is ook een manier van contemplatie. Men legt een spirituele reis af naar zijn innerlijk. Tijdens het bewandelen van het labyrint kan men zich bezinnen om gelouterd het hart te bereiken. Om ten volle dit spirituele aspect te beleven, wordt de weg vaak geknield afgelegd.

## Afbeeldingen

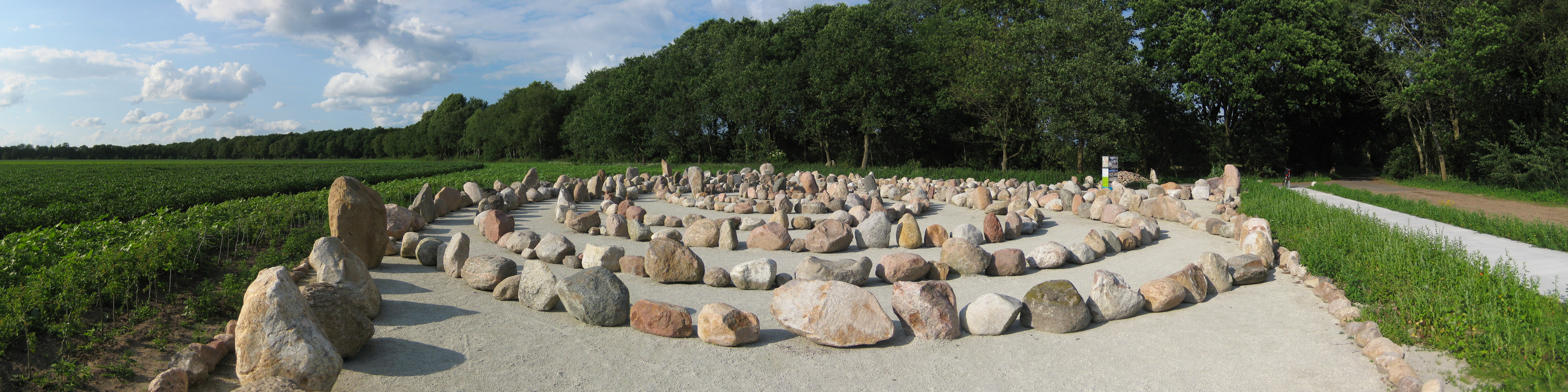
Het labyrint van zwerfkeien dat deel uitmaakt van Gebroken Cirkel (Yde)
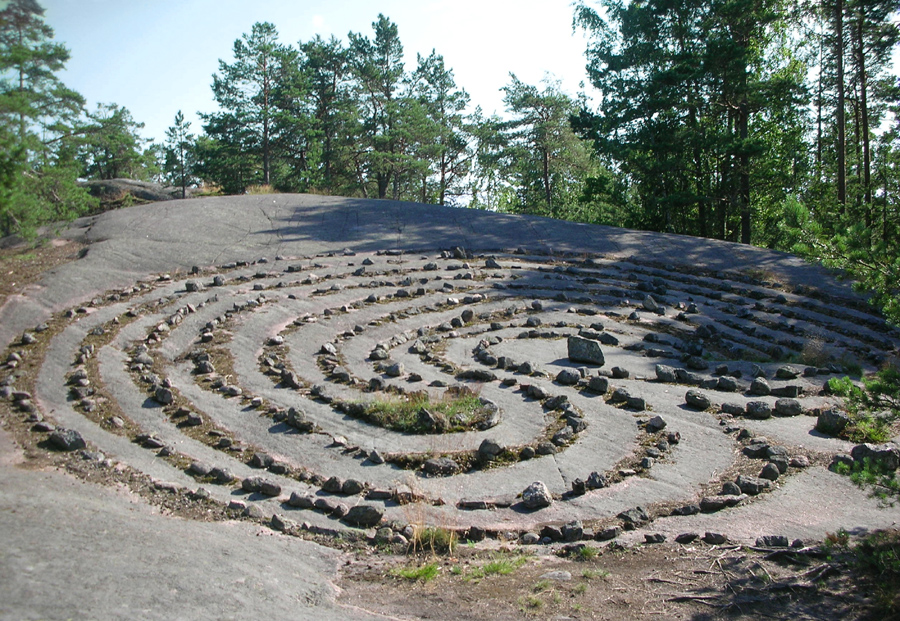
Trojaburg in Finby, Nagu, Finland
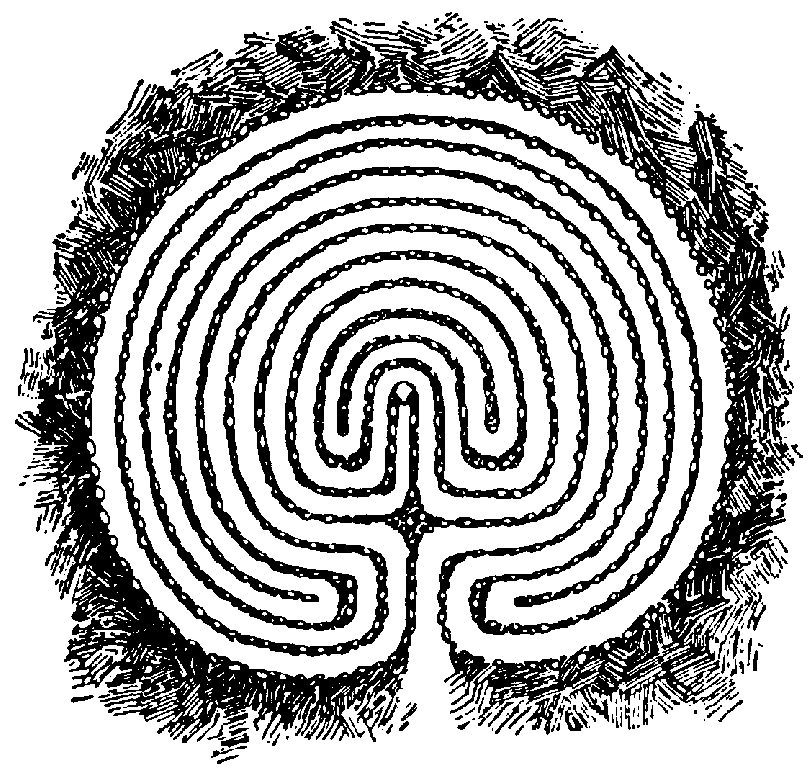
Trojaburg uit het Nordisk familjebok
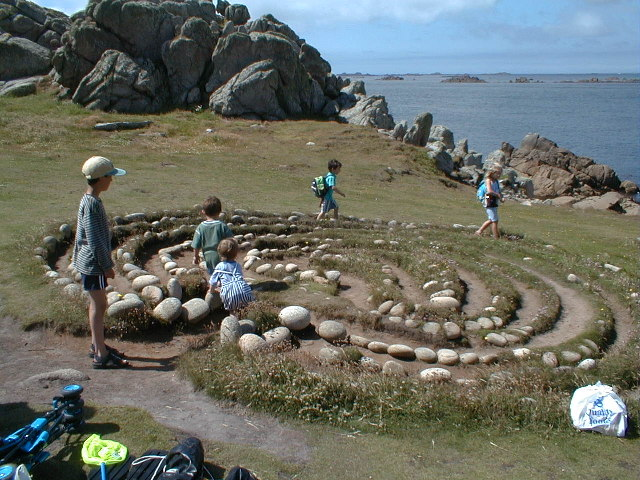
Troytown Maze, St. Agnes
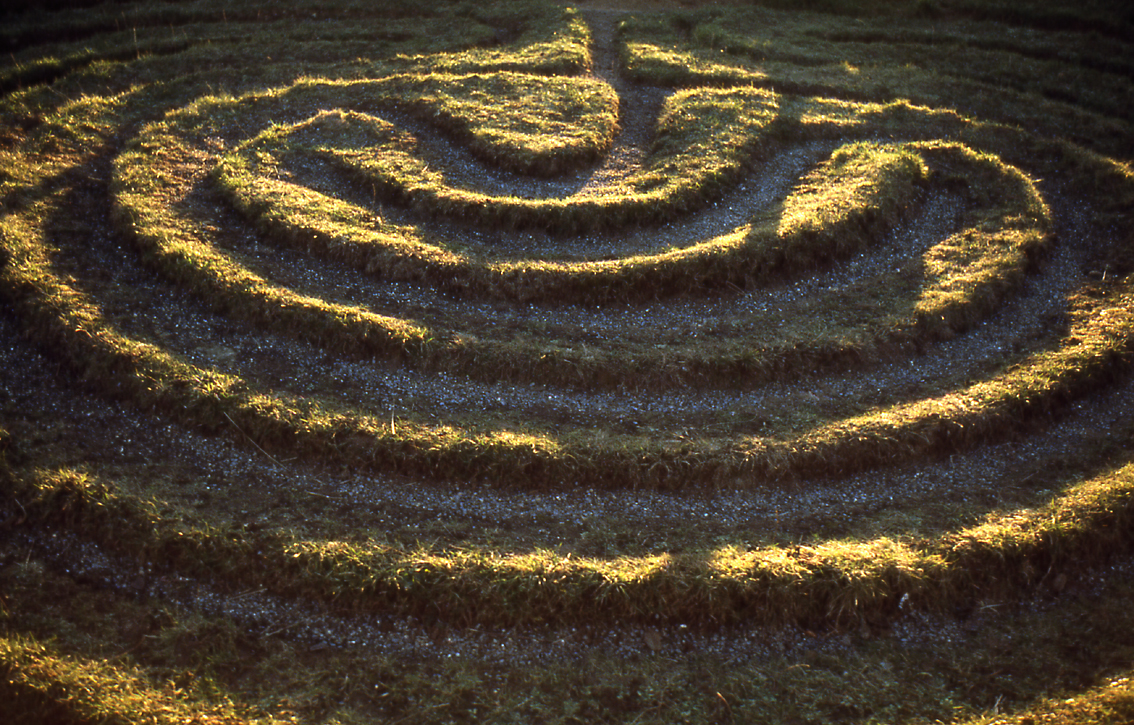
Turflabyrint, Dalby-cum-Skewsby, Engeland
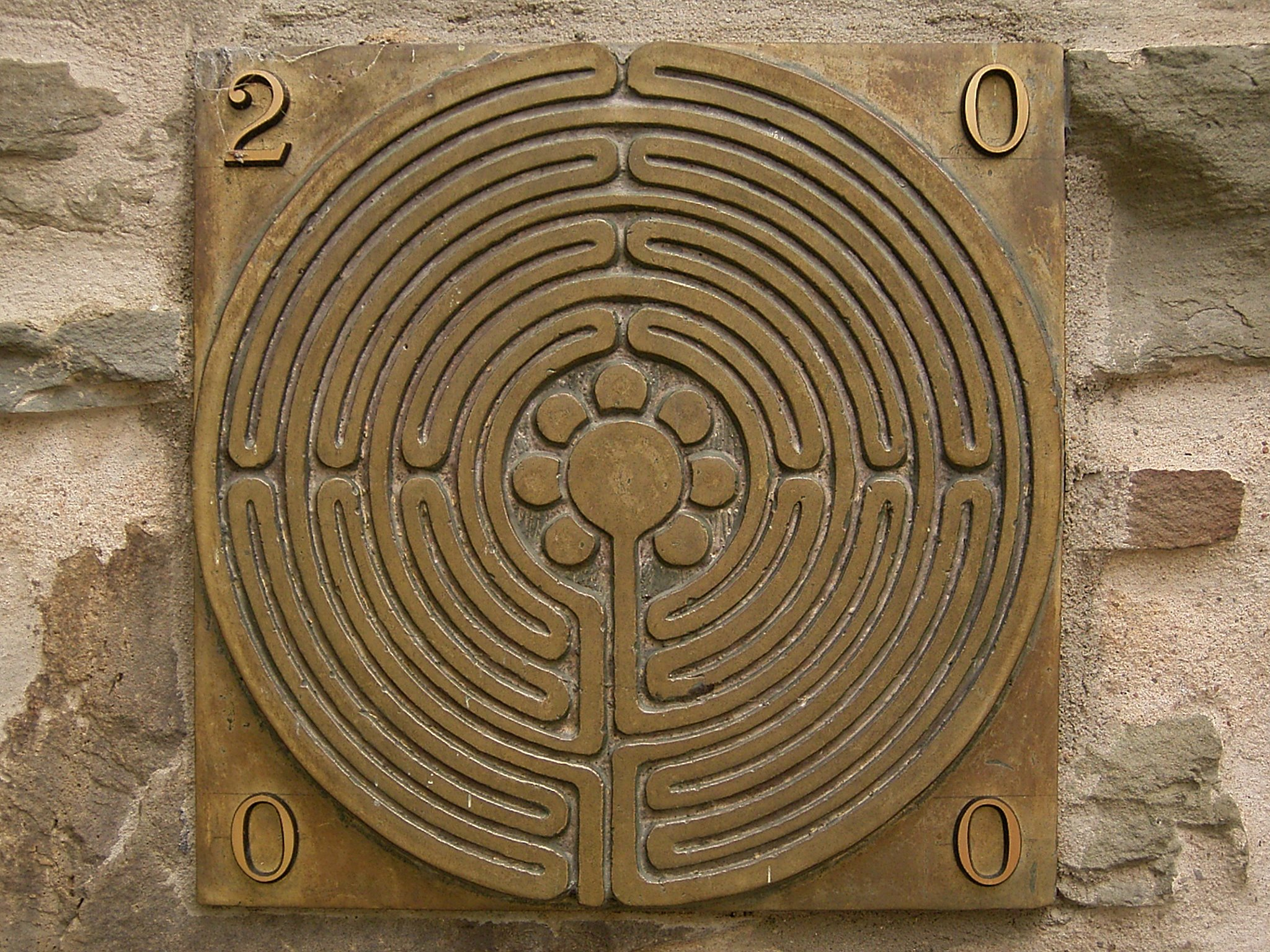
Vingerlabyrint op kloosterkerk Beyenburg
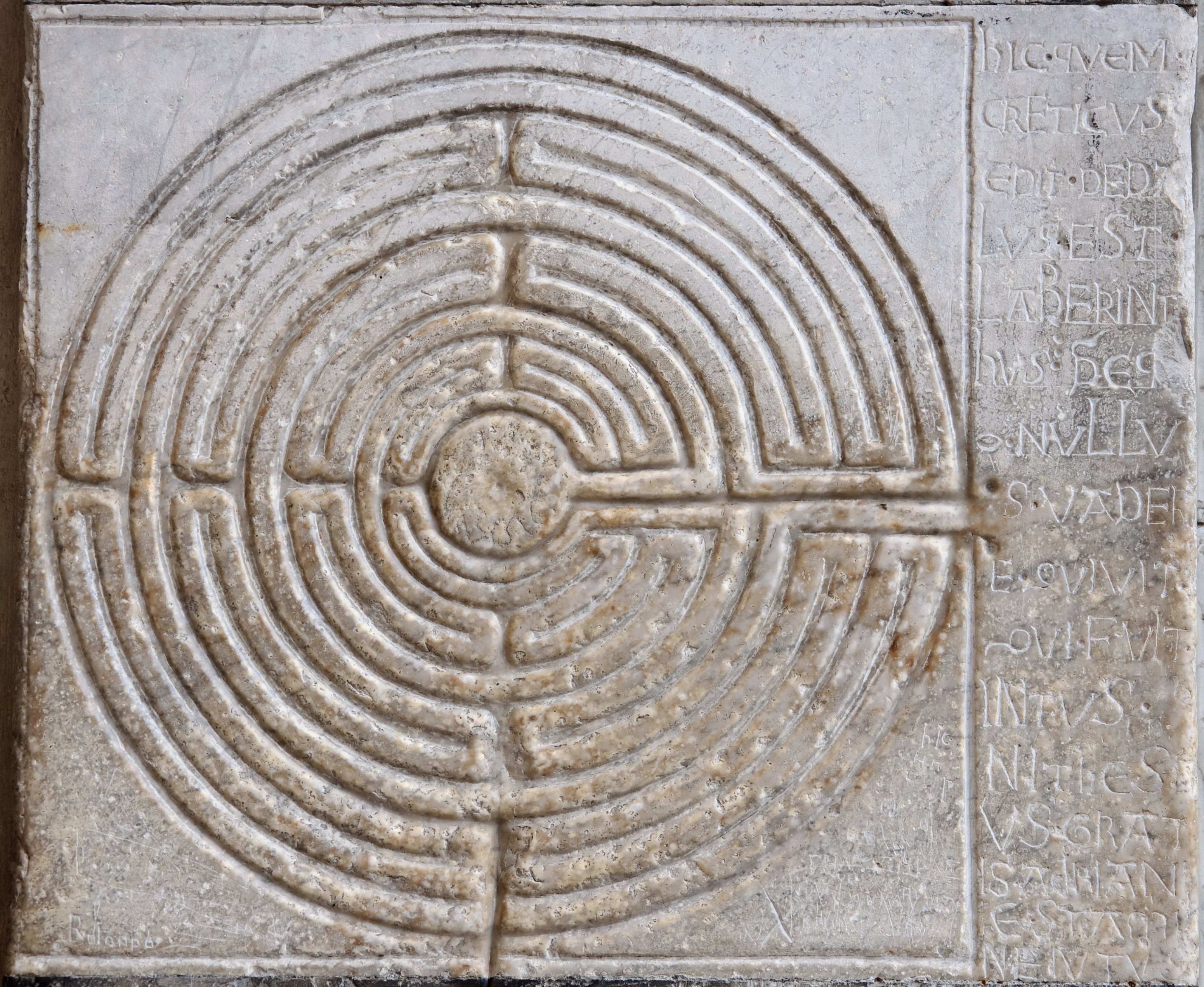
Vingerlabyrint in de Kathedraal van Lucca
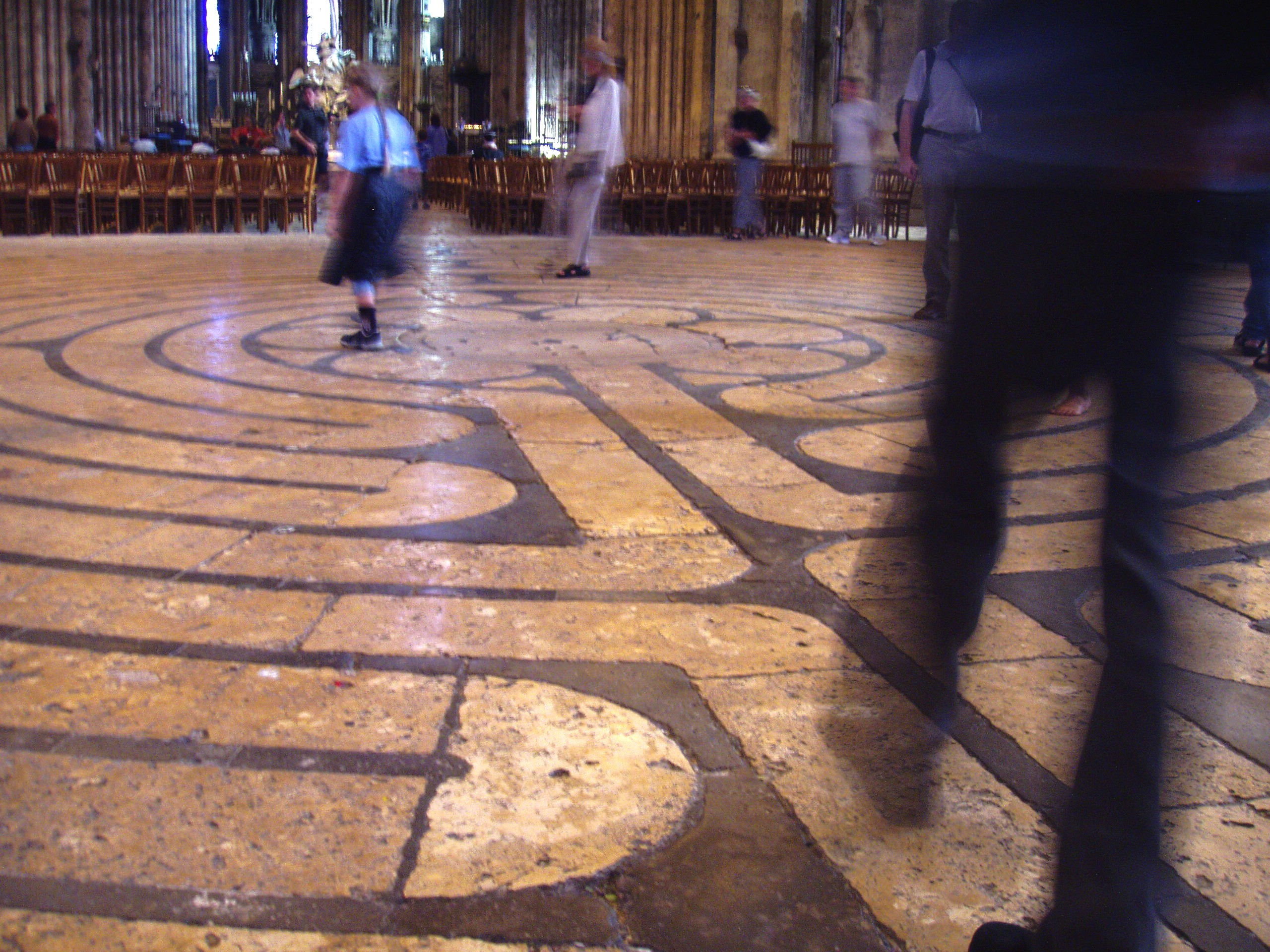
Bestratingslabyrint in de kathedraal van Chartres
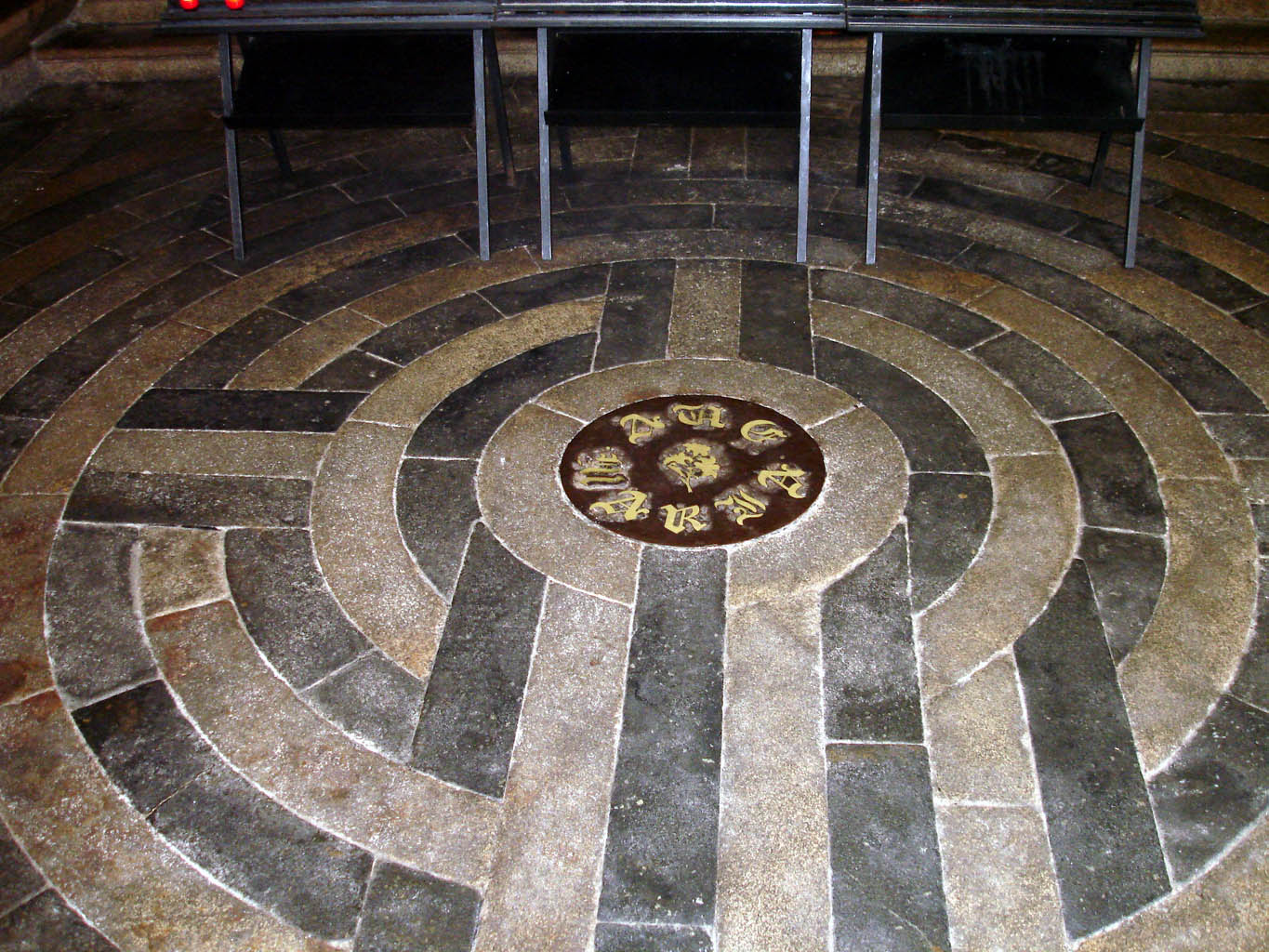
Labyrint in de basiliek van Guingamp
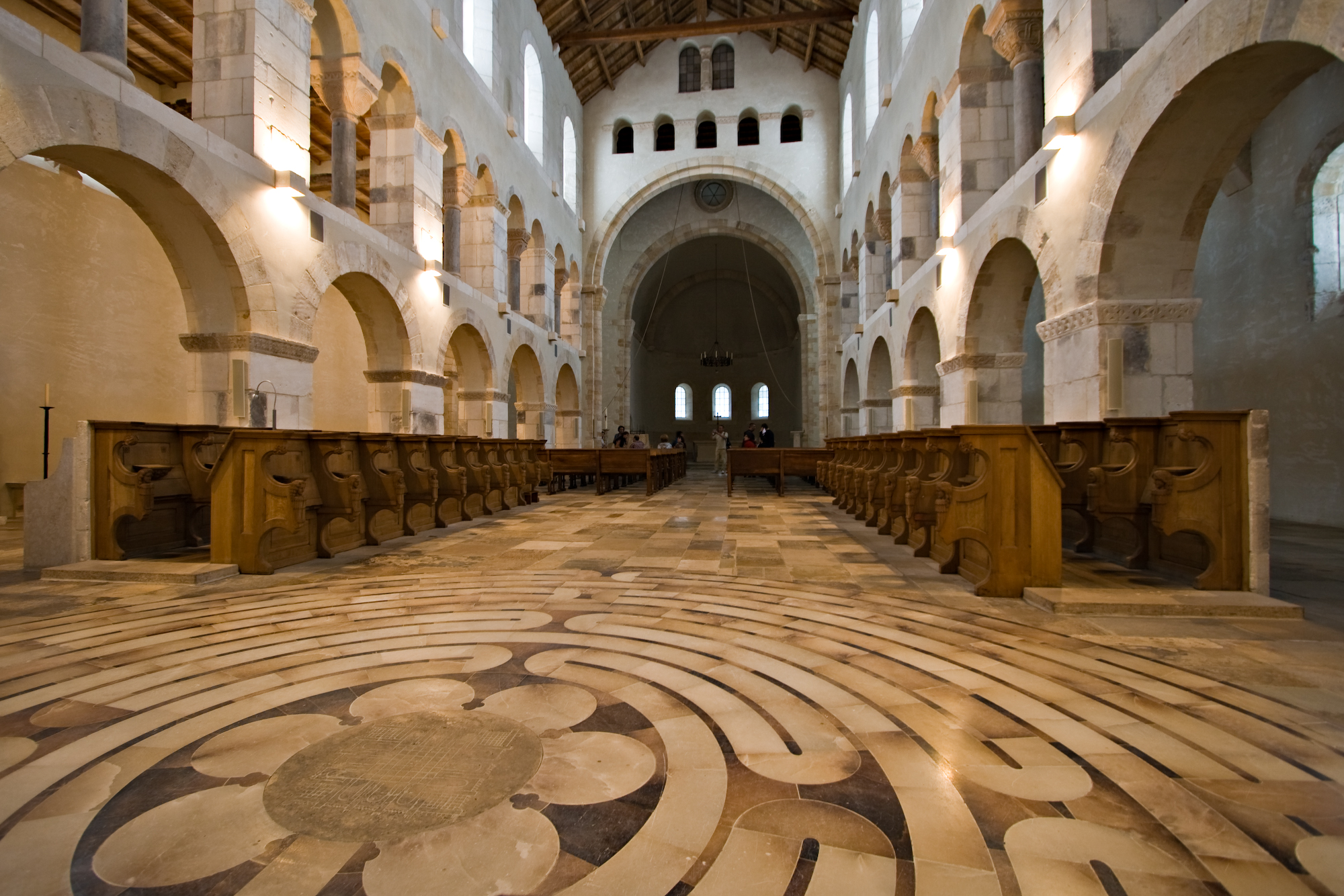
Labyrint van de abdij Notre-Dame de Saint-Rémy, Rochefort
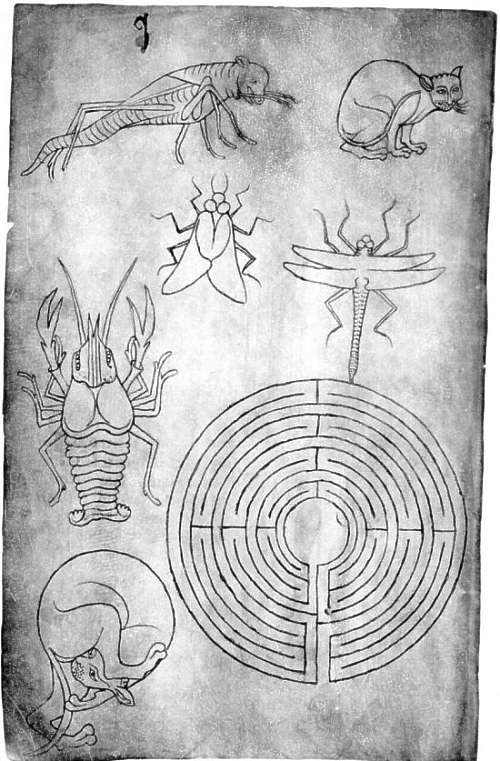
Tekening van Villard de Honnecourt, ca. 1230
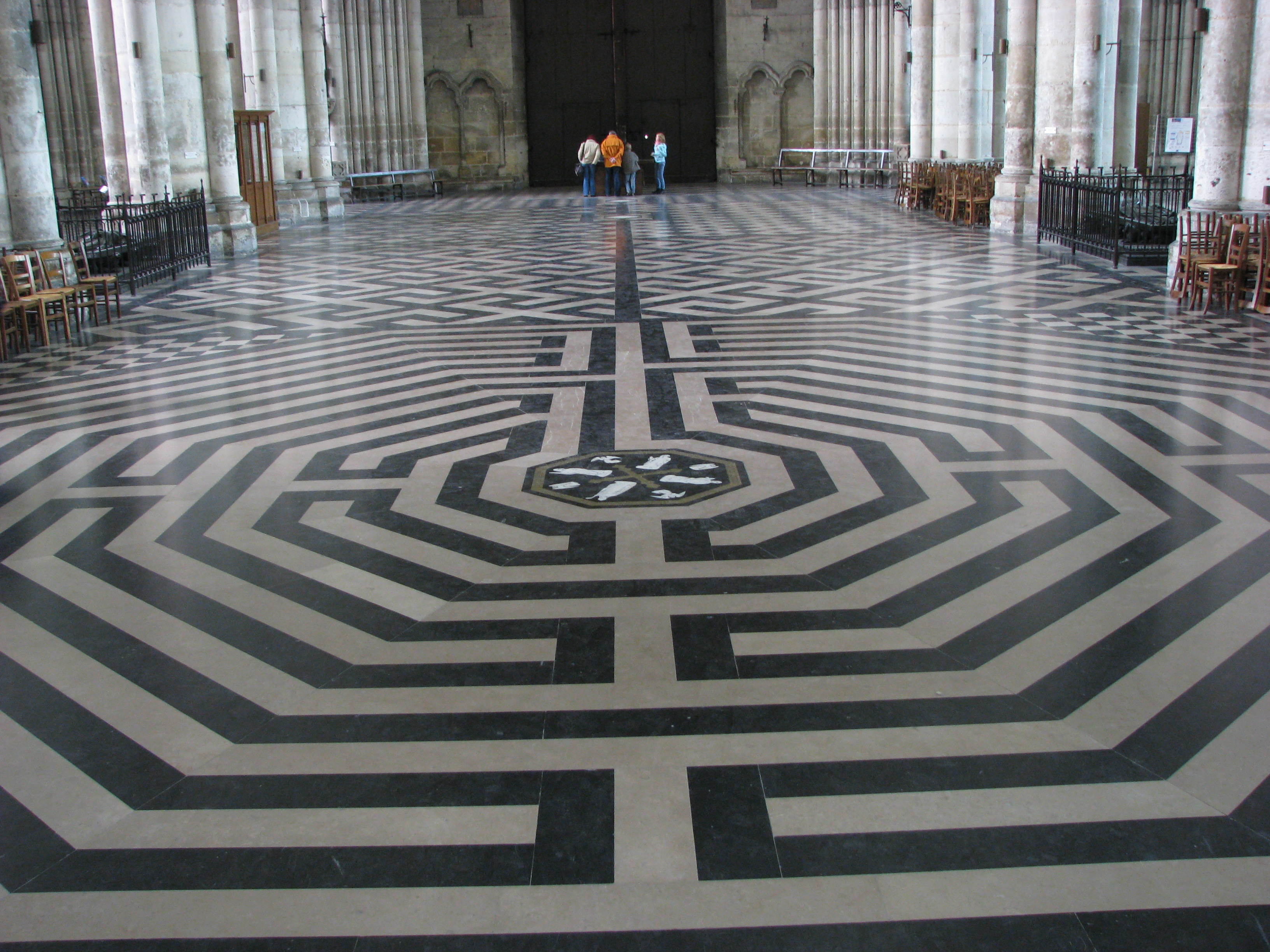
Labyrint en patronen in de Notre-Dame van Amiens
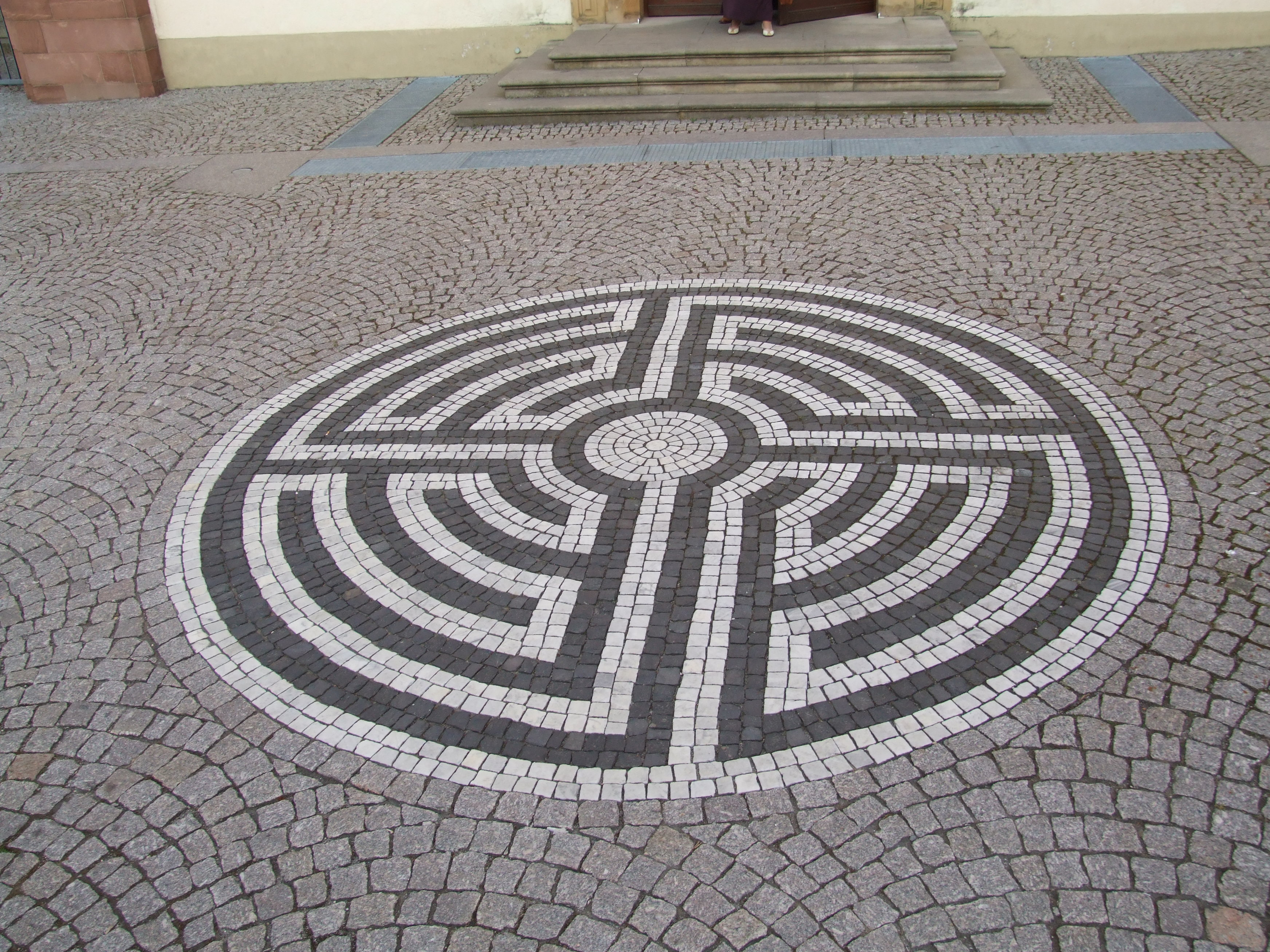
Labyrint St. Lambertus, Mingolsheim
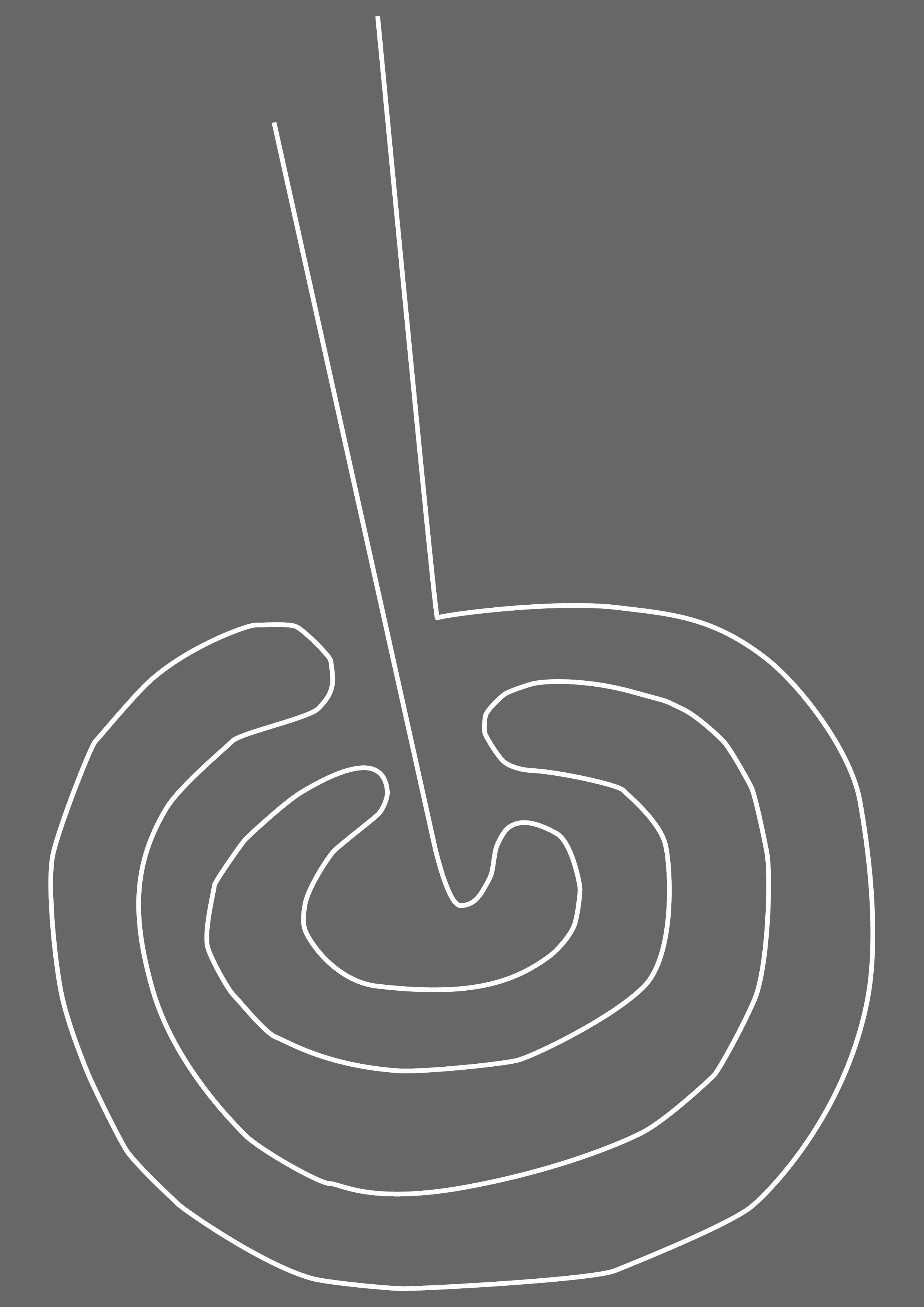
Het labyrint in de Nazcalijnen
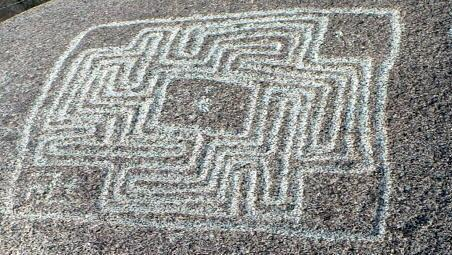
Labyrint op steen, Californië
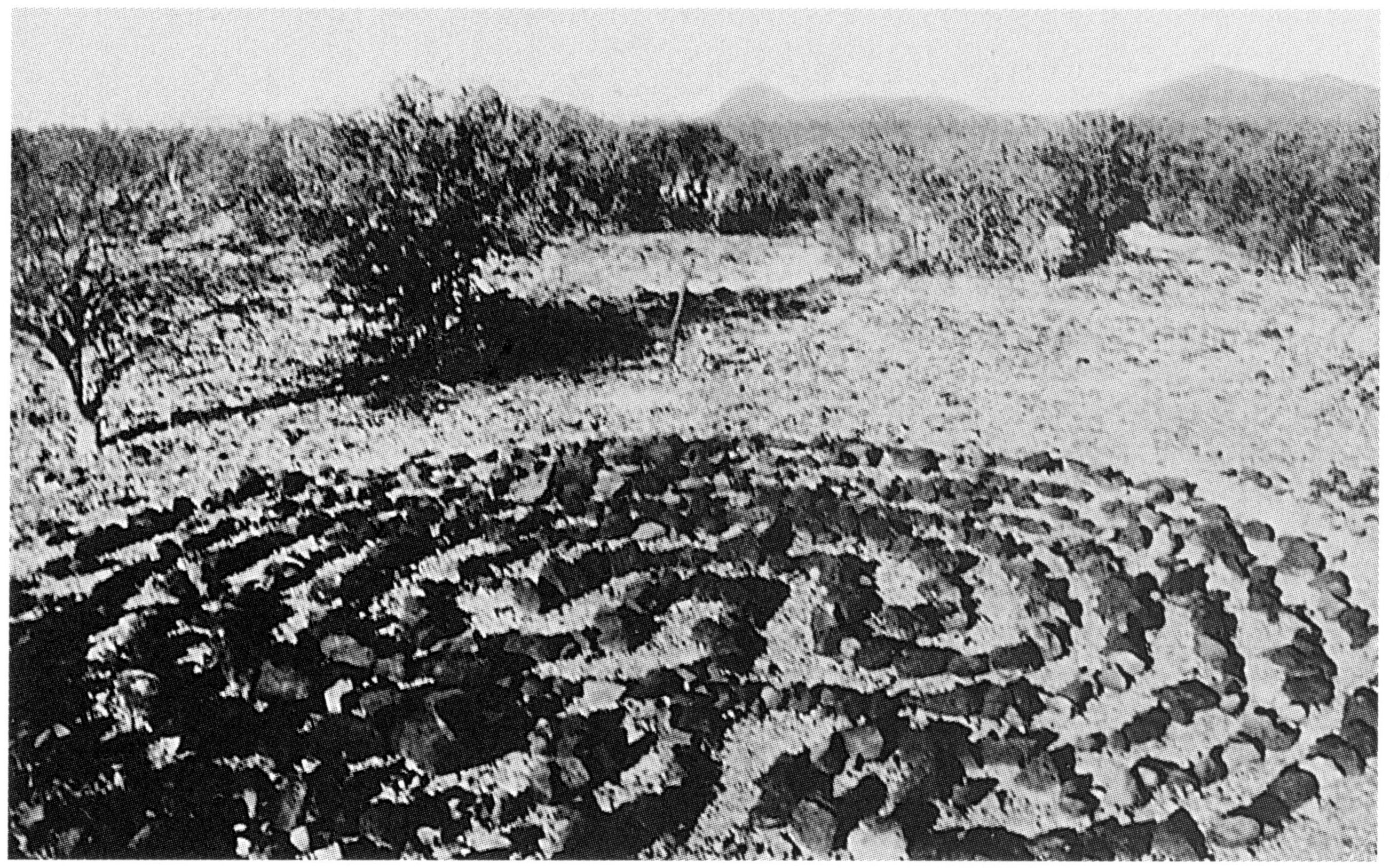
Steenlabyrint van de Yaqui, Mexico, 1904
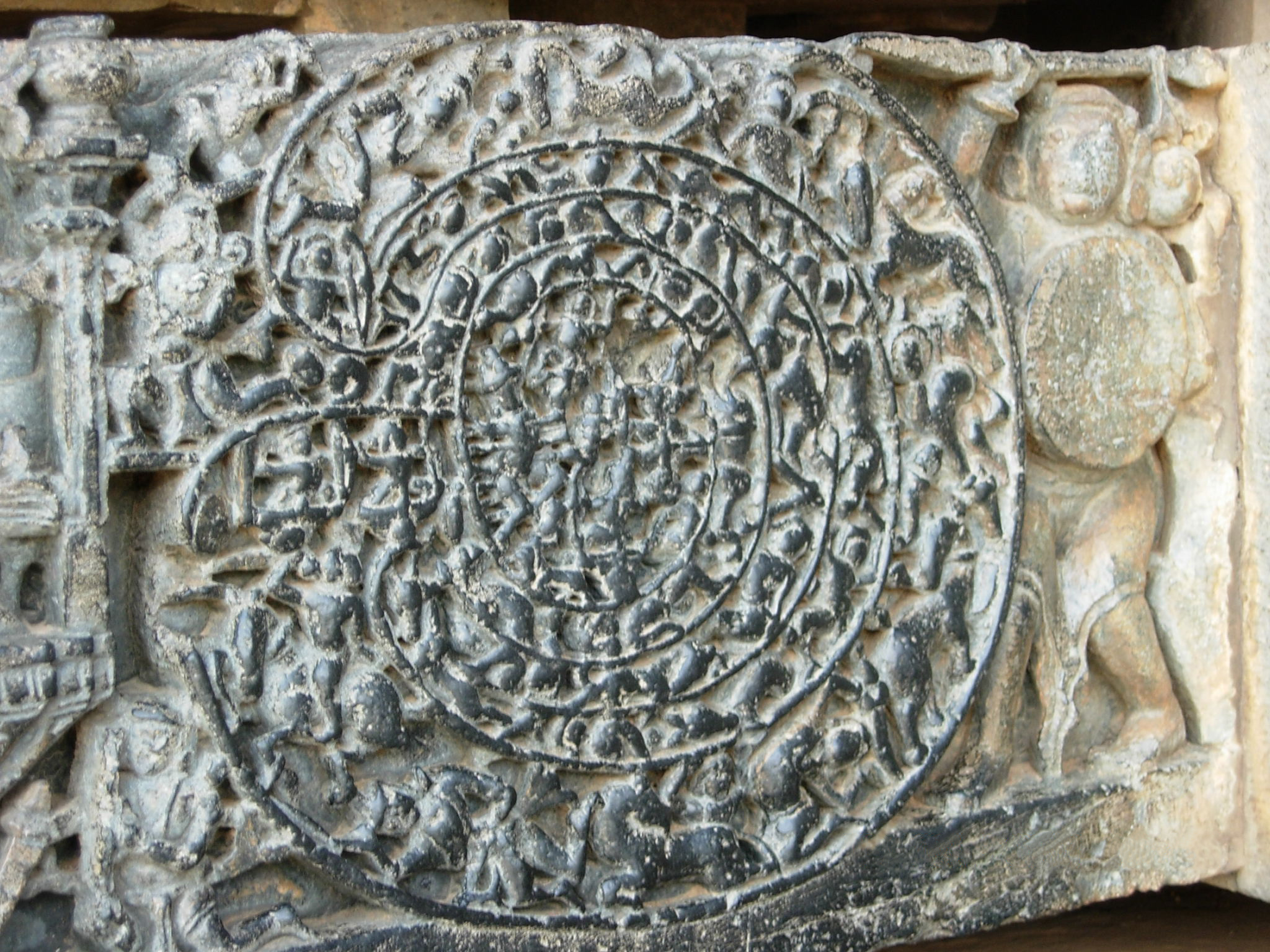
De strijder Abhimanyu gaat de chakra-vyuha binnen (Mahabharata, Hoysala (India)

## Systematiek

### Wendingen
De overgangspunten tussen linksom draaiend en rechtsom draaiend worden wendingen genoemd. Bij de structuur van een labyrint houden we geen rekening met de metrische eigenschappen zoals de lengte en de oppervlakte. Ook met de vorm houden we geen rekening, dus een cirkelvormig en een rechthoekig labyrint worden als identiek beschouwd als ze dezelfde wendingenstructuur hebben.

Cirkelvormig Kreta-labyrint met 8 wendingen
Hoekig Kreta-labyrint met 8 wendingen

### Niveaus en niveaurijen
De evenwijdige paden van een labyrint worden niveaus genoemd. Het aantal niveaus van een labyrint wordt bepaald door een rechte lijn die het kronkelende pad zo vaak mogelijk snijdt. Op deze rechte krijgt de buitenkant niveau 0 en het doel het hoogste nummer. De tussenliggende niveaus worden genummerd in de loopvolgorde, dus niet van buiten naar binnen. Zo'n nummerreeks wordt een niveaurij genoemd. Labyrinten met even veel wendingen en niveaus kunnen toch een heel verschillende structuur hebben. Het aantal permutaties en daarmee het aantal mogelijke structuren bij een labyrint van n niveaus is n!, waarbij niveau 0 niet meegeteld wordt.

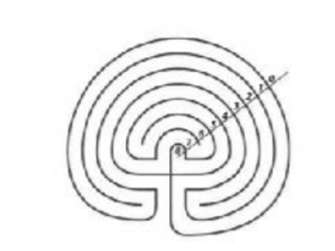
Kretalabyrint heef 8 niveaus en een niveaurij van 0-3-2-1-4-7-6-5-8

### Enkelvoudig alternerend labyrint
Wat tot nu toe een labyrint genoemd is, is een enkelvoudig alternerend labyrint (EAL). Dit heeft de volgende kenmerken:
E, Enkelvoudig
De niveaurij begint altijd met niveau 0 en eindigt met het doelniveau. Het aantal labyrinten dat aan de E-eis voldoen kan worden opgelost met de permutatie n! waarbij het nulde niveau niet geteld wordt. Dus bij een labyrint met het doel op niveau 4 zullen er 1×2×3×4 = 24 mogelijke combinaties van niveaurijen zijn.
A, Alternerend
Het pad verandert regelmatig van doorlooprichting. In de niveaurijen wisselen de even en oneven getallen elkaar altijd af. Om ervoor te zorgen dat een labyrint windingen maakt zonder dat het pad zich snijdt, moet het pad afwisselend langs even en oneven niveaurijen gaan. Een labyrint met niveaurij 0-2-1-3-4 zal dus zijn eigen pad snijden omdat het pad langs twee oneven niveaus na elkaar gaat. Het Kretalabyrint voldoet aan de A-eis omdat in zijn niveaurij even en oneven getallen elkaar afwisselen.
L, Labyrint
Er is slechts één pad dat zich niet snijdt. De L-eis is visueel weer te geven. Deze houdt in dat het pad zich niet snijdt bij labyrinten die voldoen aan de A-eis en E-eis. Een niveaurij van 0-3-4-1-2-5 voldoet zowel aan de E-eis als aan de A-eis, maar is toch geen labyrint omdat het pad zich moet snijden.

## Constructie

Het ontwerpen van een labyrint

Een labyrint is te construeren vanuit de kern. Bij klassieke labyrinten is de kern opgebouwd uit een kruis met vier winkelhaken en vier stippen, het zaadpatroon. Daarna worden twee naburige winkelhaken met elkaar verbonden en twee stippen met andere twee andere winkelhaken.

### In films
Labyrinten en doolhoven komen ook voor in diverse films. Voorbeelden:
- Labyrinth (Jim Henson, 1986)

Een meisje moet op tijd haar baby-broertje dat ontvoerd is terughalen maar moet daarvoor door een magisch Labyrint dat vele hindernissen opwerpt. Met David Bowie als de koning der kobolden.
- The Shining (Stephen King,1980) Een familie is alleen in een verlaten hotel, en in de tuin is een enorm Labyrint.
- Pan's Labyrinth (Guillermo del Toro, 2006) De dochter van een faun komt terug op aarde als mens en bezoekt het Labyrint van haar vader.
- Cube (Vincenzo Natali, 1997) Zeven mensen die elkaar niet kennen ontwaken in een kubus-labyrint.
- Inland Empire (David Lynch, 2006) Nikki zwerft rond in een labyrint van deuren, gangen en kamers.
- The Maze Runner (James Dashner, 2014) Thomas komt ergens terecht waar uitsluitend jongens zijn; ze moeten uit het labyrint zien te komen, wat extra moeilijk is door gevaarlijke wezens.

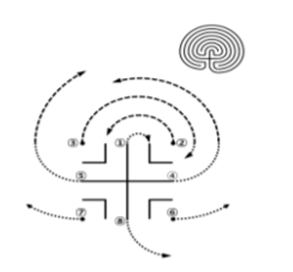
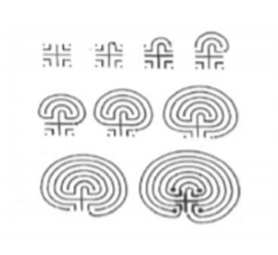